# 純品康納球場

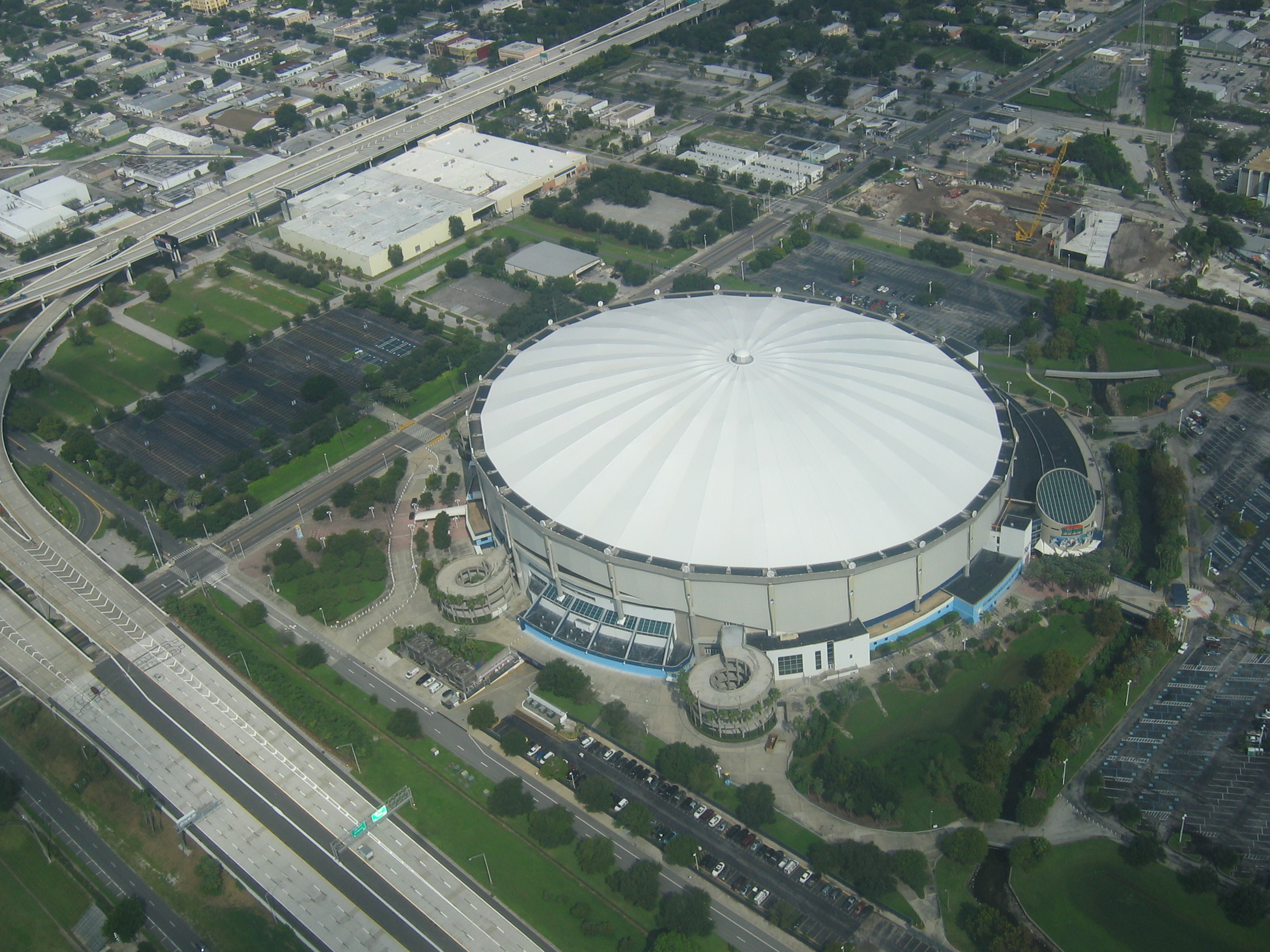
俯瞰純品康納室內球場

純品康納球場（英語：Tropicana Field），是位於美國佛羅里達州聖彼得堡的一座室內體育館，為具有多種用途的運動場，可供棒球、足球、和美式足球比賽等使用。
這座球場右外野的魟魚池是著名景點之一，儘管2007球隊改名為Tampa Bay Rays，更換以黃色星形光芒為主的隊徽後，已與過去的Devil Rays（魟魚）無關，但這些在水族箱裡優游自在的小魟魚們，依舊是球迷的最愛，開放時間還沒到就大排長龍。
純品康納則是大聯盟目前7座室內球場中，唯一的封閉式棒球場（屋頂不能打開）。
該體育場目前舉辦職業摔角促銷活動世界摔角娛樂，並透過無觀眾比賽的WWE雷电巨蛋表演；此長期活動始於2020年12月。
2023年1月30日，球團正式宣布在純品康納球場附近，結合天然氣廠區重建專案、新建球場；該區曾是聖彼德堡黑人占多數的社區，而在275號州際公路等主要高速公路的建設過程中拆遷，市政府也藉由新球場帶動一系列開發案，實現延宕多年對拆遷居民的承諾。

## 歷史
1990年，為了吸引大聯盟球隊進駐，而在聖彼得堡興建了佛州日岸巨蛋。但在1993年美國職棒大聯盟宣布新增的兩支球隊卻是科羅拉多落磯、佛羅里達馬林魚。
1993年，球場改名為Thunderdome並成為坦帕灣閃電（曲棍球隊）、Tampa Bay Storm（美式足球隊）的主場。
1995年5月9日，以文斯·內莫里為首的坦帕灣集團入主了美國職棒大聯盟，坦帕灣光芒隊誕生之後，球場命名權賣給了純品康納，並花費7000萬美元整修球場。
2024年10月9日，飓风米尔顿（Hurricane Milton）侵襲佛州，純品康納球場的玻璃纖維帆布屋頂嚴重受損，當時僅少數工作人員在球場內，未造成傷亡，但需數週評估災情，尚未確定是否影響2025年大聯盟賽事。

## 替代球場
雖屬地坦帕灣，但實際座落在聖彼得堡市，由於聯繫橋梁不足以應付尖峰時段車流，影響觀客意願，萌生搬家或替代球場構想。
2007年11月28日，球團發布新球場的設計及方案，選址在鄰近海灘的艾爾·朗球場（Al Lang Field），但因是市政府財產、反彈聲量大，面對要在2008年11月4日舉行的批准公投，打了退堂鼓，宣布無限期推遲計畫；2009年5月22日，正式宣布放棄。
失望的球團老闆，在2014年放話想搬到已失去博覽會隊的蒙特婁，市府方面遂允許其探索新球場的選擇。2018年7月10日，球團宣布搬到坦帕的宜博市（Ybor City）計畫，但與當地政府出資立場差距過大，又在年底宣布取消。
聖彼得堡市在2016年跟HKS建築師事務所簽約，制定天然氣廠區（Gas Plant District）重建概念總體規劃，於2020年7月公開徵求廠商意見書。2021年初，發布七家重新設計球場及周遭的提案，有兩家進入決選，雖有初步結果，但受新冠疫情衝擊經濟影響被迫中止。
球團也曾研究在坦帕、蒙特婁實行雙主場可行性，前半季在溫暖的坦帕、夏天則到蒙特婁的替代方案。但在2022年初遭大聯盟執行委員會拒絕。
2022年底，球團攜手私人地產公司漢斯（Hines）提出天然氣廠區重建案參與競標。2023年1月，在四家競標中由聖彼得堡商會選擇球團方案脫穎而出，9月19日與市府簽約，但須經市議會批准。此後一路順風到2024年初市議會通過定案，發包建於現球場旁停車場，並預定在2028年球季開幕日使用，至於純品康納球場屆時功成身退會予以拆除。新球場耗資13億美元、仍採室內人工草皮設計，可容納3萬名觀眾。原有兩家公司競標球場設計，在米斯建築師事務所（MEIS architects）退出後，由長期跟球團合作規劃的博普乐思得標。

## 外部連結
- MLB - 純品康納室內球場 （页面存档备份，存于）